# Mtp Target
Mtp Target est un jeu vidéo d'action multijoueur en ligne via Internet.
Il est disponible pour bon nombre de plate-formes (Windows, Linux, Mac OS X...).
Bien que ce jeu soit gratuit, il est développé par un studio suivant un modèle économique original et inédit dans l'industrie du jeu vidéo. En effet, la société ne gagne de l'argent qu'avec les dons fait par les joueurs , ceux ayant payé 15 € ou plus étant par ailleurs autorisé à transférer un "avatar" (image au format PNG) sur le serveur, ce qui leur permet d'avoir un modèle de pingoo complètement personnalisé.
Le joueur incarne un petit pingouin tout rond qui doit dévaler une rampe afin de prendre de la vitesse. Une fois en l'air, il doit planer afin de s'approcher le plus possible d'une cible et s'y poser.
Étant un jeu multijoueur, le joueur doit composer avec d'autres personnes qui vont tout faire pour l'éjecter de sa cible.
Lors des niveaux en équipes, il doit s'organiser pour faire le score le plus élevé et seule l'équipe ayant fait le plus de points remporte le pactole.

## Fork
En raison de désaccord avec le seul développeur du jeu, certains joueurs ont entrepris l'idée de créer un fork en septembre 2009 afin de reprendre en main le développement du jeu.